# تپه زیر چکل قلعه چه
تپه زیر چکل قلعه چه مربوط به هزاره اول قبل از میلاد است و در شهرستان دامغان، بخش مرکزی، روستای قلعه چه واقع شده و این اثر در تاریخ ۱۰ دی ۱۳۸۱ با شمارهٔ ثبت ۶۹۵۰ به‌عنوان یکی از آثار ملی ایران به ثبت رسیده است.